# 子牙河
子牙河（しがが、しがか、簡体字: 子牙河, 拼音: Zǐyá hé）は、中華人民共和国の山西省東部から河北省中部を流れる河川のひとつで、海河水系の西南の支流に属する。太行山脈の東斜面から邯鄲市を流れる滏陽河（ふようが）と、山西省の五台山北部から流れる滹沱河（こだか）が、河北省の献県で合流し子牙河となる。
子牙河本流は滄州の河間市、廊坊の大城県を経て天津市の静海県に入り、第六埠（第六堡）で海河の大きな支流のひとつ・大清河と合流して「西河」と名が変わる。さらに十一堡で南運河と、金剛橋で北運河とも合流して海河となり渤海へ流れる。北運河との合流点付近には、子牙河を跨ぐ橋の上に巨大な観覧車が建設され天津市中心部の新しいランドマークとなっている。山西省・河北省・天津市にまたがる流域面積は78,700平方kmに及ぶ。
かつて海河に合流せずに渤海に注ぐ独自の水系だった子牙河は、大運河建設後、水運のため永定河など他の海河水系の支流と同じく付け替えられて海河に合流するようになった。20世紀後半以後、海河の治水のために献県の合流点より下流に子牙新河という放水路が造られており、天津郊外の渤海へ直接流している。
子牙河とその支流は邯鄲市・石家荘市・滄州市などの重要な水源であり、水道用・治水用のダムが多数建設されている。しかし海河の他の支流同様に子牙河も、上流での農業用水や工業用水の取水量の増加、雨量の減少、植生の破壊による土壌の保水力の低下で川の水量が減少し、夏季以外はほとんど水の流れない川になっている。